# Via Mario Fani
Via Mario Fani är en gata i Rom, belägen drygt 1 km väster om Stadio Olimpico, som går i en båge från Via Trionfale till Piazza Passo del Pordoi, en sträcka på omkring 0,7 km. Gatan, som har fått sitt namn efter den katolske aktivisten Mario Fani, är känd för att det var längs den Aldo Moro färdades när han blev kidnappad av Röda brigaderna den 16 mars 1978.

### Webbkällor
- ”Via Mario Fani, Roma, Italien”. Google Maps. https://www.google.se/maps/place/Via+Mario+Fani,+Roma,+Italien/@41.9370625,12.4387445,17z/data=!3m1!4b1!4m5!3m4!1s0x132f5e1de018fbe5:0xed8b0a4cdc30952f!8m2!3d41.9370625!4d12.4409332. Läst 11 november 2016.